# 董常生
董常生（1952年8月—），山西介休人，汉族，中华人民共和国學者、政治人物，山西农业大学原校长，第十一届全国人民代表大会山西地区代表。

## 經歷
毕业于内蒙古农牧学院兽医家畜解剖专业。加入中共。担任山西农业大学校长。2008年起担任全国人大代表。

## 社會兼職
曾擔任中国畜牧兽医学会副理事长、国务院学位委员会兽医专业学位教育指导委员会委员、教育部高等学校动物医学类教学指导委员会副主任委员等職。

## 獎項和榮譽
- 2006年，获第二届高等学校教学名师奖[4]。
- 2010年，获山西省特级劳动模范称号[5]。